# 고원 (배우)
고원은 대한민국의 연극배우, 작가다. 2010년 연극 '궤도열차'로 데뷔했다.

## 수상
- 2017년 제25회 대한민국 문화연예대상 영화부문 신인상
- 2016년 리필름 어워즈 여우주연상

## 경력
- 제9회 상록수다문화국제단편영화제 홍보대사 (2015)